# Zenkevitchiana longissima
Zenkevitchiana longissima är en ringmaskart som beskrevs av Ivanov 1957. Zenkevitchiana longissima ingår i släktet Zenkevitchiana och familjen skäggmaskar. Inga underarter finns listade i Catalogue of Life.